# Chris Graham
Clifford „Chris” J. Graham (ur. 18 marca 1900 w Toronto, zm. 24 maja 1986 tamże) – kanadyjski bokser wagi koguciej, olimpijczyk.
W 1920 roku na Letnich Igrzyskach Olimpijskich w Antwerpii zdobył srebrny medal. Ponownie, bez sukcesów, brał udział w igrzyskach w Paryżu.